# Ptilinopus roseicapilla
La tortora beccafrutta delle Marianne o colomba frugivora delle isole Marianne (Ptilinopus roseicapilla (Lesson, 1831)) è un uccello della famiglia dei Columbidi endemico delle isole Marianne.

## Descrizione

### Peso
Pesa circa 90 g.

## Biologia

### Alimentazione
Si nutre di una varietà di frutti e in particolare di Ficus spp., Premna obtusifolia e Momordica charantia.

### Riproduzione
Nidifica sugli alberi e depone un solo uovo alla volta, scendendo solo occasionalmente a terra.

## Distribuzione e habitat
Questa colomba vive nelle isole Marianne, un arcipelago della Micronesia tra i più remoti del pianeta, dove abita le foreste pluviali.

## Conservazione
La Lista rossa IUCN  classifica Ptilinopus roseicapilla come specie in pericolo di estinzione (Endangered).
A causa dell'accidentale arrivo del serpente Boiga irregularis su una delle isole e della sua diffusione, questa specie è in rapido declino.
Tuttavia sono in atto contromisure, come un programma di riproduzione in cattività della colomba e varie forme di contenimento del serpente.